# Ioan James
Ioan Mackenzie James (Croydon (Londen), 23 mei 1928 – 21 februari 2025)) was een Brits wiskundige die werkzaam was op het gebied van de topologie, in het bijzonder de homotopietheorie. Hij was fellow van de Royal Society.
James promoveerde in 1953 aan de Universiteit van Oxford. Hij schreef zijn proefschrift, Some problems in algebraic topology (Enige problemen in de algebraïsche topologie), onder begeleiding van 
J.H.C. Whitehead.
Van 1970 tot 1995 was hij Savilian Professor of Geometry (een leerstoel in de meetkunde) aan de Universiteit van Oxford.
In 1978 kende de London Mathematical Society hem de Senior Whitehead Prize toe. Deze prijs was ingesteld ter ere van zijn leermeester Whitehead.
James overleed op 21 februari 2025 op 96-jarige leeftijd.

## Werken
- Ioan James, Remarkable Mathematicians, From Euler to von Neumann (Opmerkelijke wiskundigen, van Euler tot von Neumann), Cambridge University Press, 2002, ISBN 9780521520942

## Voetnoten
1. ↑  GRO of Births: SEP 1928 2a 638 CROYDON - Ioan M. James, mmn - Surridge
2. ↑  London Mathematical Society, List of Prizewinners. Gearchiveerd op 17 december 2005.
3. ↑  (en) The College is sad to announce the death of Professor Ioan James FRS, Honorary Fellow, on 21 February 2025.